# Ампула (сосуд)

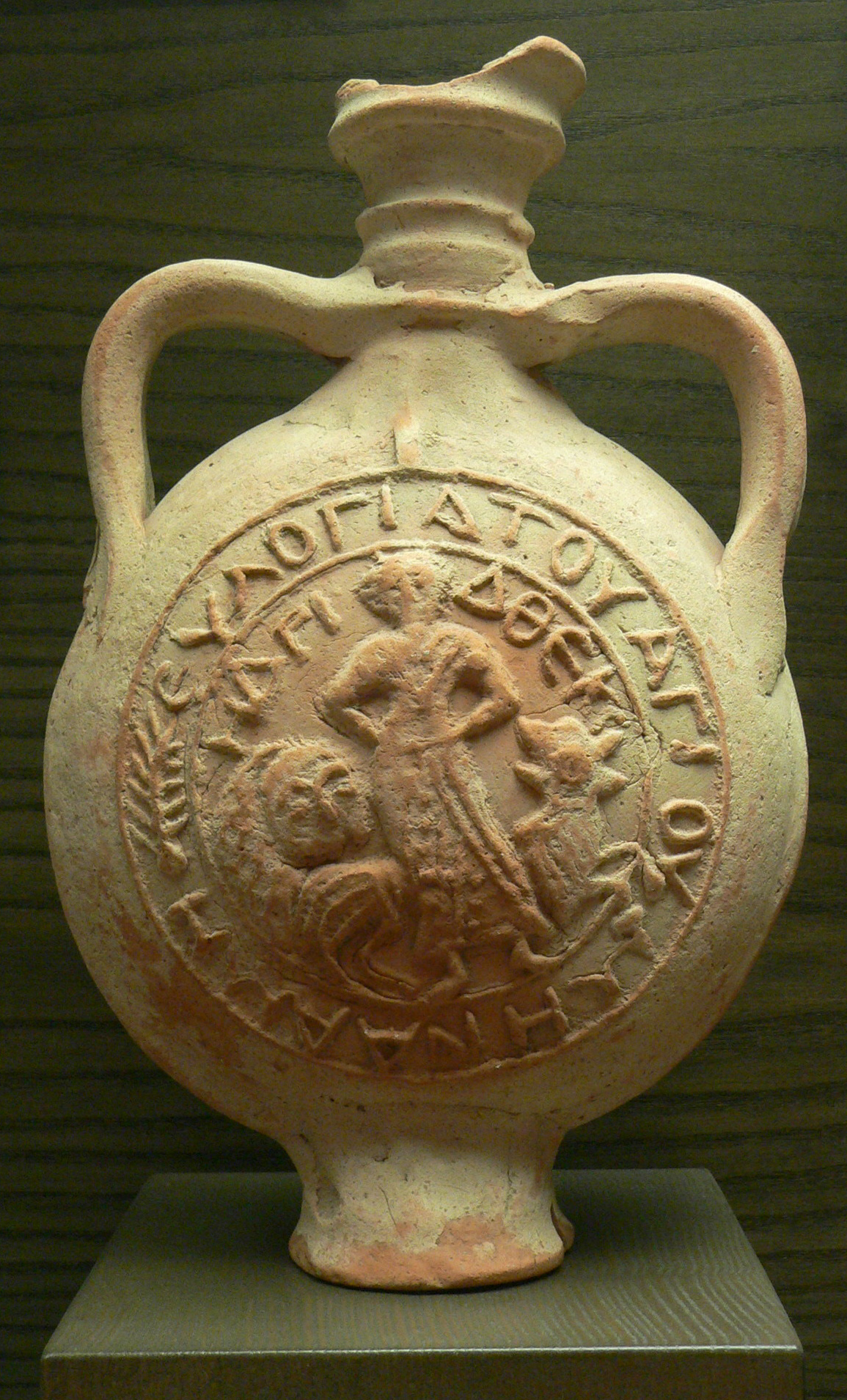
Терракотовая ампула, VI век, Лувр

Ампула или ампулла (лат. ampulla, мн. ч. ampullae) — у римлян сосуд, кувшин с тонким горлышком, из глины или стекла, с ручками или без них, служивший для хранения жидкостей (жидкого масла, вина, уксуса и т. д.).
В таком сосуде хранилось масло в банях для умащения; это была, согласно Апулею, принадлежность обеденных столов; также употреблялись для ароматов. Также так назывались кровяные ампулы из римских катакомб, окрашенные красным осадком стеклянные или глиняные сосуды, якобы содержавшие кровь мучеников.
От римлян это слово перешло в церковный язык католической церкви и употребляется преимущественно для обозначения сосуда ampulla chrismatis, в котором хранится миро для помазания крещаемых. Позже это слово было перенесено на различные раздутые предметы и в фигурном значении употреблялось для обозначения раздутой высокопарной речи (Гораций «Ars poet.») и дало начало французскому style ampoulé; также нашло себе приложение в медицине.
От ампулы произошло французское слово ampoule и немецкое Ampel.

## Мирохранительница
В Средние века ампулы делались из позолоченной меди и состояли из трёх отделений для трёх сосудов с различными родами священного масла: настоящего миро, масла для причащающихся и масла для умирающих.
Особенно прославилась Ampulla Remensis — св. ампула реймская — (фр. la sainte ampoule de  Reims), которая хранила масло, якобы принесённое с неба для помазания на царство короля франков Хлодвига I в Реймсе; маслом этим были помазываемы все французские короли до Людовика XVI.